# San Salvador (distrito)
O Distrito peruano de San Salvador  é um dos oito distritos da Província de Calca, situada no Departamento de Cusco, pertencente à Região de Cusco, Peru. Foi criado pela Lei nº 10415, de 28 de fevereiro de 1946.

## Transporte
O distrito de San Salvador é servido pela seguinte rodovia:
- PE-28B, que liga o distrito de Lucre (Cusco) à cidade de Ayna (Ayacucho) [2][3][4]